# صعصعة بن ناجية الدارمي
أبو غالب صعصعة بن ناجية بن عقال بن مُحَمد بن سفيان المُجَاشعي الدارمي الحنظلي التميمي (40 ق هـ - 53 هـ / 585م - 672م) صحابي جليل قدم على رسول الله ﷺ في وفد بني تميم مع الأقرع بن حابس والزبرقان بن بدر وعطارد بن حاجب وسمرة بن عمرو وقيس بن عاصم وغيرهم في السنة التاسعة من الهجرة وأسلموا جميعاً وحسن إسلامهم، وكان صعصعة بن ناجية سيداً، شريفاً في الجاهلية من سادات العرب وفرسانهم قال ابن الأثير: «كان صعصعة بن ناجية من أشراف بني تميم، ووجوه بني مجاشع بن دارم، وكان في الجاهلية يفتدي الموءودات». وهو جد الشاعر المشهور الفرزدق وكان كثير الفخر بجده وقال ابن أبي الدنيا: «لم يكن أحد من أشراف العرب بالبادية أحسن ديناً من صعصعة بن ناجية التميمي». وقال شمس الدين الذهبي: «جاء الإسلام وقد أحيا صعصعة بن ناجية ألف موءُودةٍ، وحمل على ألف فرس».

## نسبه ونشاته
- هو صعصعة بن ناجية بن عقال بن مُحَمد بن سفيان بن مُجَاشع بن دارم بن مالك بن حنظلة بن مالك بن زيد مناة بن تميم بن مر المُجَاشعي الدارمي الحنظلي التميمي يُكَنى بأبي غالب.[5] قال ابن حجر العسقلاني: «كان صعصعة من أشراف بني مجاشع في الجاهلية والإسلام، وهو ابن عم الصحابي الأقرع بن حابس».[6]
- أبوه ناجية بن عقال بن مُحَمد بن سفيان المُجَاشعي التميمي وكان سيداً من حكماء بني تميم ذوي الرأي والمشورة وفيه يقول حفيده الفرزدق:[7]

## منعه الموءودات في الجاهلية
قال معمر بن المثنى: خرج صعصعة بن ناجية بن عقال المُجَاشعي التميمي في طلب ناقتين فارقتين قد ضلتا، فركب بعيراً له وخرج في طلبهما، حتى رأى ناراً من بعيد، فسار نحوها حتى انتهى إلى حيٍ من أحياء العرب وإذ أنا بشيخٍ حادر يوقد هذه النار في مقدم البيت، وخلفه نساء قد أجتمعن إلى أمرأة ماخض قد حبستهن ثلاث ليال، فسلمت فقال الشيخ من أنت؟ فقلت أنا صعصعة بن ناجية بن عقال، فقال مرحباً بك ففيما أنت هنا؟ فقلت في ابتغاء ناقتين لي فارقتين عمي على أثرهما فقال قد وجدتهما وهما تانك في أدنى الإبل فقلت ففيم توقد نارك منذ الليلة، قال أوقدها لأمراة ماخض قد حبستنا منذ ثلاث ليال، وتكلمت النساء فقلن قد جاء الولد، فقال الشيخ إن كان غلاماً فوالله ما أدري ما أصنع به، وإن كانت جارية فلا تسمعوني صوتها - أي أقتلنها - فقلت يا هذا ذرها فإنها ابنتك ورزقها على الله فقال أقتلنها فقلت أنشدك الله فقال إني أراك حفيا فأشترها مني، فقلت إني أشتريها منك فقال ما تعطيني قلت أعطيك إحدى ناقتي قال لا قلت فأزيدك الأخرى فنظر إلى جملي الذي تحتي فقال لا إلا أن تزيدني جملك هذا فإني أراه حسن اللون شاب السن، فقلت هو لك والناقتان على أن تبلغني أهلي عليه، قال قد فعلت، فابتعتها منه بلقوحين وجمل وأخذت عليه عهد الله وميثاقه لحيسنن برها وصلتها ما عاشت حتى تبين منه أو يدركها الموت فلما برزت من عنده حدثتني نفسي وقلت: «إن هذه لمكرمة ما سبقني إليها أحد من العرب، فأليت ألا يئد أحد بنتاً له إلا أشتريتها منه بلقوحين وجمل، فبعث الله عز وجل نبيه محمد صلى الله عليه وسلم وقد أحييت مائة موءودة إلا أربعا ولم يشاركني في ذلك أحد حتى أنزل الله تحريمه في القران».
وذكر ابن عساكر القصة وزاد فقال: قال الشيخ العجوز صاحب البيت لصعصعة: متى كانت العرب تبيع أبنها؟ فقال صعصعة: إني لا أشتريها منك ! ولكني أشتري منك رقبتها أي روحها. وأنقذها صعصعة بن ناجية من القتل بناقتين وبعير ثم قال: «والله إن هذه لمكرمة ما سبقني إليها أحد من العرب، وكنت لا أسمع بموءودة إلا أشتريت رقبتها بناقتين وجمل، فجاء الإسلام وقد أستحييت ثلاثة مئة وستين من الموءودة». وقال أبو الفرج الأصفهاني: «جاء الإسلام وقد فدى صعصعة بن ناجية التميمي أربعمائة جارية». وقال الشريف المرتضى: «كان صعصعة بن ناجية ممن فدى الموؤدات في الجاهلية ونهى عن قتلهن وقد أحيا ألف موؤدة».
وفي ذلك يقول حفيده الشاعر الفرزدق همام بن غالب بن صعصعة المُجَاشعي التميمي:
وقال الفرزدق أيضاً:

## زوجته وأولاده

### زوجته
تزوج صعصعة بن ناجية من ابنة عمه ليلى بنت حابس بن عقال بن مُحَمد بن سفيان المُجَاشعية الدارمية الحنظلية التميمية وهي أخت الصحابي الأقرع بن حابس.

### أولاده وبناته
كان له ثمانية أولاد وهم:
- غالب بن صعصعة وكان سيداً في البادية كريماً وله أخبار وهو أبو الشاعر المشهور الفرزدق.
- عقال بن صعصعة وكان سيداً وهو أبو شبة بن عقال بن صعصعة وكان من أشراف بني تميم وخطبائهم، وحفيده يزيد بن عقال بن شبة ولي أذربيجان وغيرها في الدولة العباسية.
- همام بن صعصعة وبه سُمي الفرزدق هماماً.
- عقيل بن صعصعة
- حنظلة بن صعصعة
- عامر بن صعصعة
- حريث بن صعصعة
- ذهيل بن صعصعة

ومن بناته:
- هنيدة بنت صعصعة وكانت تعرف بذات الخمار وهي من مشاهير نساء العرب وزوجها هو الصحابي الزبرقان بن بدر التميمي.[16] وكانت تقول: «من جاءت من نساء العرب بأربعةٍ مثل أربعتي يحل لها أن تضع خمارها: أبي صعصعة بن ناجية، وأخي غالب بن صعصعة، وخالي الأقرع بن حابس، وزوجي الزبرقان بن بدر».[17]

## وفاته
توفي صعصعة بن ناجية بن عقال بن مُحَمد بن سفيان المُجَاشعي الدارمي التميمي في سنة 53 هـ في خلافة معاوية بن أبي سفيان.